# Daïra de Sidi Khaled
La daïra de Sidi Khaled est une daïra d'Algérie située dans la wilaya de Biskra et dont le chef-lieu est la ville éponyme de Sidi Khaled.

## Communes
La daïra est composée de trois communes :Sidi Khaled, Besbes et Ras El Miaad.